# AJ Muhlach
Adrian Justine Muhlach o AJ Muhlach (20 de mayo de 1992, Ciudad Quezón), es un cantante de música pop y actor filipino, es miembro de la banda juvenil  XLR8. Se hizo famoso tras debutar en dos series de televisión como  P.S. I Love You en 2011, y Bagets, ambos transmitidos por la red televisiva de TV5. Su hermano mayor es el actor Aga Muhlach y su primo es el actor Niño Muhlach. Su padre es de ascendencia española y alemán.

## Filmografía

### Televisión
| Año       | Título                                           | Personaje                            | Canal       |
| --------- | ------------------------------------------------ | ------------------------------------ | ----------- |
| 2010–2012 | Party Pilipinas                                  | Él mismo, performer, miembro de XLR8 | GMA Network |
| 2011      | P. S. I Love You                                 | Paul Stephen Roxas                   | TV5         |
| 2011      | Bagets Just Got Lucky                            | Ace Delgado                          | TV5         |
| 2012      | Sunday Funday                                    | Él mismo                             | TV5         |
| 2012      | Hey, It's Saberday!                              | Él mismo                             | TV5         |
| 2013–2014 | Be Careful With My Heart                         | Amiel Sebastian                      | ABS-CBN     |
| 2015      | Maalaala Mo Kaya: Cellphone                      | Jeff                                 | ABS-CBN     |
| 2015      | Maalaala Mo Kaya: Sulat                          | Invitado especial                    | ABS-CBN     |
| 2015      | Maalaala Mo Kaya: Spaghetti                      | Rudy                                 | ABS-CBN     |
| 2015      | Maalaala Mo Kaya: Box                            | Direk                                | ABS-CBN     |
| 2015      | Wattpad Presents: Bebeng Pabebe Meets Super Jiro | Jiro Palicpic/Super Jiro             | TV5         |
| 2016      | Carlo J. Caparas' Tasya Fantasya                 | Paeng                                | TV5         |
| 2016      | Maalaala Mo Kaya: Pole                           | Patrick                              | ABS-CBN     |

### Películas
| Año  | Título                        | Personaje        | Estudio                     |
| ---- | ----------------------------- | ---------------- | --------------------------- |
| 2014 | Diary ng Panget               | Ian Del Rosario  | Viva Films                  |
| 2014 | Talk Back and You're Dead     | Lee Perez        | Viva Films y Skylight Films |
| 2015 | Never Talk Back to a Gangster | Lee Perez        | Viva Films y Skylight Films |
| 2015 | Para sa Hopeless Romantic     | R. J. Bustamante | Viva Films y Skylight Films |
| 2015 | Chain Mail                    | Ryan             | Viva Films                  |
| 2015 | Felix Manalo                  | Eraño G. Manalo  | Viva Films                  |